# Cambridge Battery

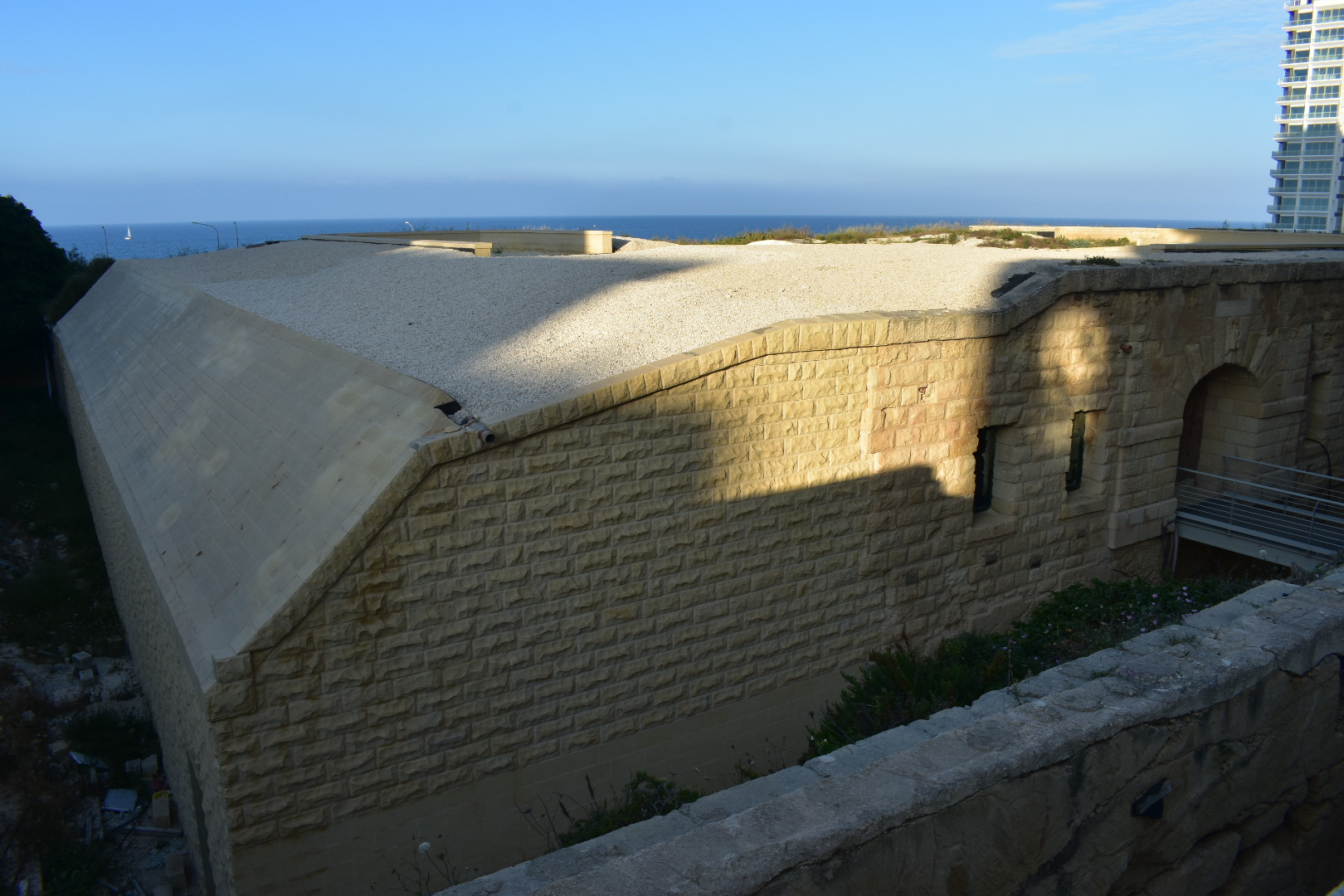
Cambridge battery, Blickrichtung nach Norden, Haupteingang im Bild rechts

Die Cambridge Battery ist eine Befestigungsanlage auf Malta. Sie wurde von 1878 bis 1880 zur Zeit der britischen Herrschaft über die Inseln erbaut. Sie befindet sich an der Nordostküste auf der Dragut's Point genannten Landzunge nördlich der Einfahrt des Marsamxett Harbour unmittelbar neben Fort Tigne. Sie diente zur Aufnahme einer Kanone RML 17.72 inch gun.

## Vorgeschichte

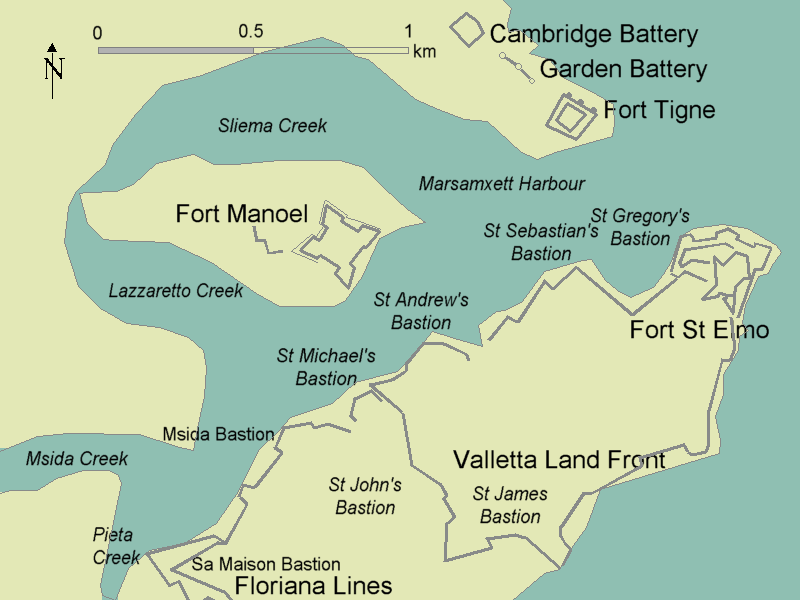
Britische Küstenbefestigungen auf Malta, Marsamxett Harbour, Skizze

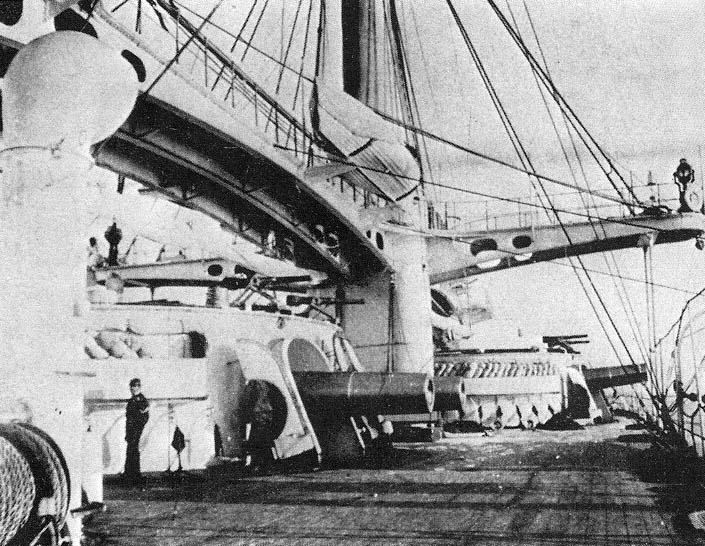
Schlachtschiff Caio Duilio, Regia Marina Italia

Unmittelbar nach der Übernahme der Inseln durch die Briten im Jahre 1800 wurden die vom Johanniterorden erbauten Befestigungen nahezu unverändert genutzt. Im Einklang mit den damaligen militärtheoretischen Vorstellungen wurde die im Mittelmeer operierende Royal Navy als zuverlässigster Schutz gegen eine Invasion der Inseln angesehen. Die Situation änderte sich jedoch mit der Zusammenfassung der Flotten Sardiniens, der Bourbonen, Siziliens und des Kirchenstaates am 17. November 1860 und der Gründung der Regia Marina Italiana am 17. März 1861. Die einsetzende Aufrüstung der italienischen Flotte wurde von den Briten als Bedrohung ihrer beherrschenden Rolle im Mittelmeerraum empfunden. So legte die Regia Marina 1873 die Schlachtschiffe Caio Duilio und Enrico Dandolo auf Kiel. Ausgerüstet mit je vier 450 mm-Kanonen und stark gepanzert, waren sie mit 15 Knoten schneller als die britischen Schiffe jener Epoche. Gleichzeitig wurde durch die Einführung Granaten verschießender Kanonen die Artillerie revolutioniert.
Die sich abzeichnende Entwicklung machte deutlich, dass die Befestigungen auf Malta verstärkt werden mussten. Zum damaligen Zeitpunkt war Malta nach dem Sueskanal die wichtigste britische Flottenbasis im Mittelmeer. Dabei hatte die Sicherung der Zugänge zu den Häfen mit der Rinella und Cambridge Battery und der Verstärkung der Befestigungen im Gebiet des Grand Harbour höchste Priorität.
Die erste Kanone wurde am 16. September 1882 in die Cambridge Battery überführt und dort am 20. Februar 1884 aufgestellt. Die Erprobungsschießen konnten wegen noch ausstehender Arbeiten erst 1885 beginnen. Zwischen 1887 und 1888 wurde die Einsatzbereitschaft durch Probleme der hydraulischen Anlagen eingeschränkt. Dennoch wurden die Waffen insgesamt als recht zuverlässig eingeschätzt. Die Kanonen wurden 1906 außer Dienst gestellt, obwohl bereits 1903 bzw. 1904 letztmals mit ihnen geschossen wurde. Während des Ersten Weltkrieges wurde eine Reaktivierung in Betracht gezogen, als die Inseln durch die in der Nähe operierende Goeben bedroht wurden. Im Vergleich zur modernen Bewaffnung der Goeben waren Reichweite und Kadenz dieser Kanonen jedoch völlig unzureichend.

## Aufbau
Die Cambridge und die Rinella Battery sind identisch aufgebaut. Beide haben die Form eines Fünfecks mit einer Breite von 71 m und einer Höhe von 66 m. Die Wälle der Batterie sind ca. 6 m stark. Die gesamte Anlage war von einem ca. 5 m breiten Graben umgeben. Im seeseitigen Graben befanden sich insgesamt 3 Grabenstreichen zur Bekämpfung eingedrungener Infanterie. Der Zugang war durch den Graben und einen Durchgang in der landseitigen Mauer möglich.
Die Anlage bestand aus zwei Stockwerken. Im oberen Stockwerk befand sich die nur durch eine relativ niedrige Brustwehr geschützte Feuerstellung. Die Kanone war in ihr in einer Pivotaufstellung aufgestellt. Im unteren Stockwerk befanden sich zwei Munitionsbunker und die Dampfmaschine zum Antrieb der hydraulischen Richtantriebe der Kanonen.
Zum Laden wurden die Kanonen aus ihrer Feuerstellung zurückgezogen, das Rohr abgesenkt und um 90 Grad nach rechts bzw. links zur Seite geschwenkt. Anschließend wurde das Rohr aus einer der verbunkerten Ladestation von vorn geladen. Dabei wurden 250 kg Treibladung und das Geschoss mit einem hydraulischen Stempel in das Rohr gepresst. Anschließend wurde das Rohr wieder gedreht und in die Feuerstellung zurückgefahren.
Das Geschütz besaß keine Vorrichtung für den Rohrrücklauf. Um die Kräfte des Rückstosses aufzufangen, waren eine besondere Lafettenkonstruktionen notwendig. Die Unterlafette war auf einer festen Basis drehbar gelagert. Auf diese Unterlafette wurde ein Wagen mit 18 Rädern aufgesetzt, der die Schildzapfen der Kanone aufnahm. Der Weg des Wagens war um 4 Grad geneigt, um den Rückstoß zu kompensieren. Der Wagen lief 1,75 zurück. Zwei hydraulische Dämpfer am hinteren Teil der Unterlafette begrenzten den Weg des Wagens und nahmen die restlichen Rückstosskräfte auf. Der Wagen wog 20,680 kg, die Unterlafette 24,118 kg und die Basis 2,032 kg. Gerichtet wurde mit je einem hydraulischen System für Seite und Höhe.
Die Besatzung bestand aus 35 Mann, davon wurden 18 für das Aufmunitionieren benötigt.
Die Baukosten der Anlage betrugen nach Fertigstellung 18.890 britische Pfund.

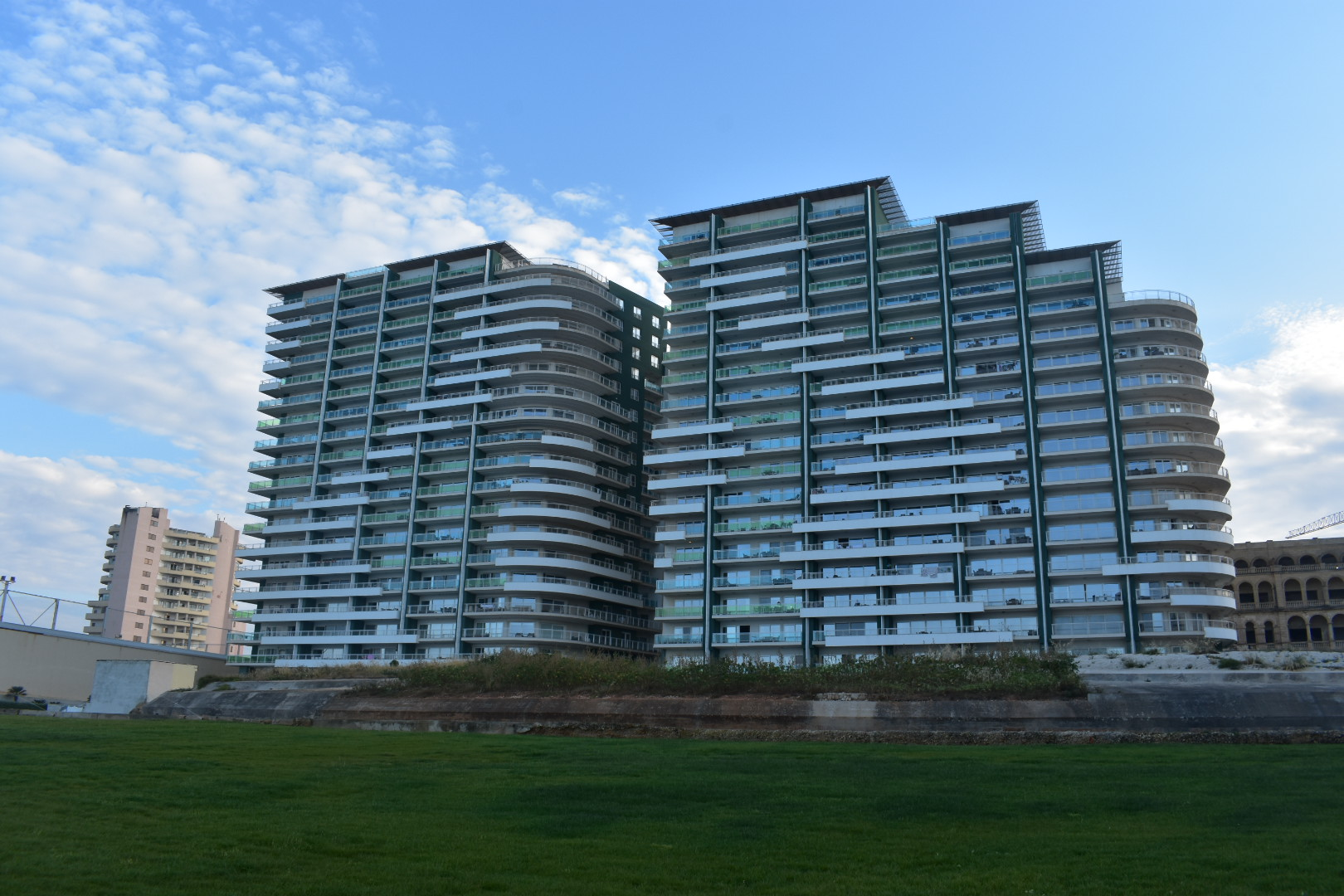
Cambridge Battery vor den Anfang der 2000er Jahre erbauten Cambridge appartements
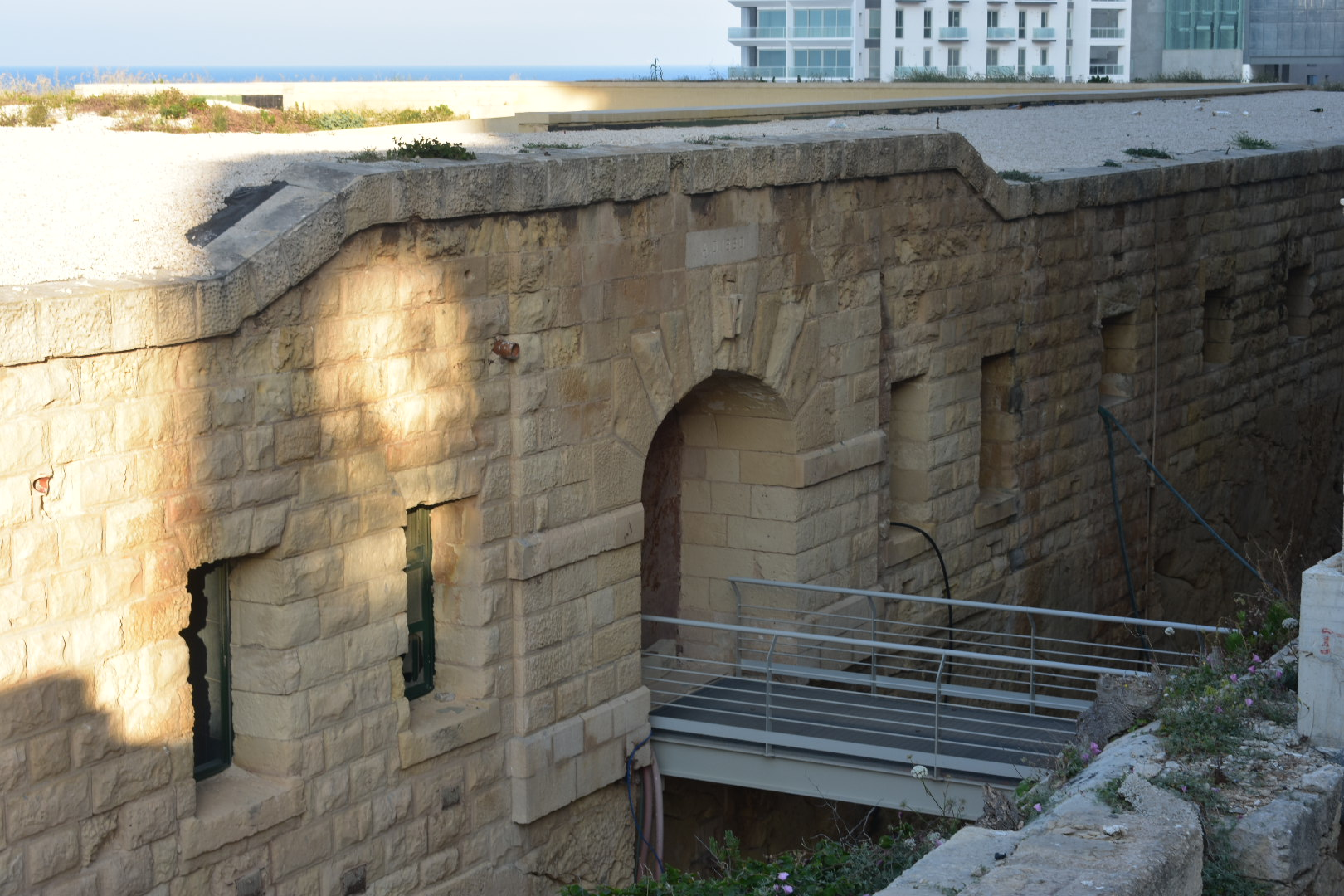
Hauptzugang
Cambridge Battery, Skizze
Cambridge Battery, Längsschnitt
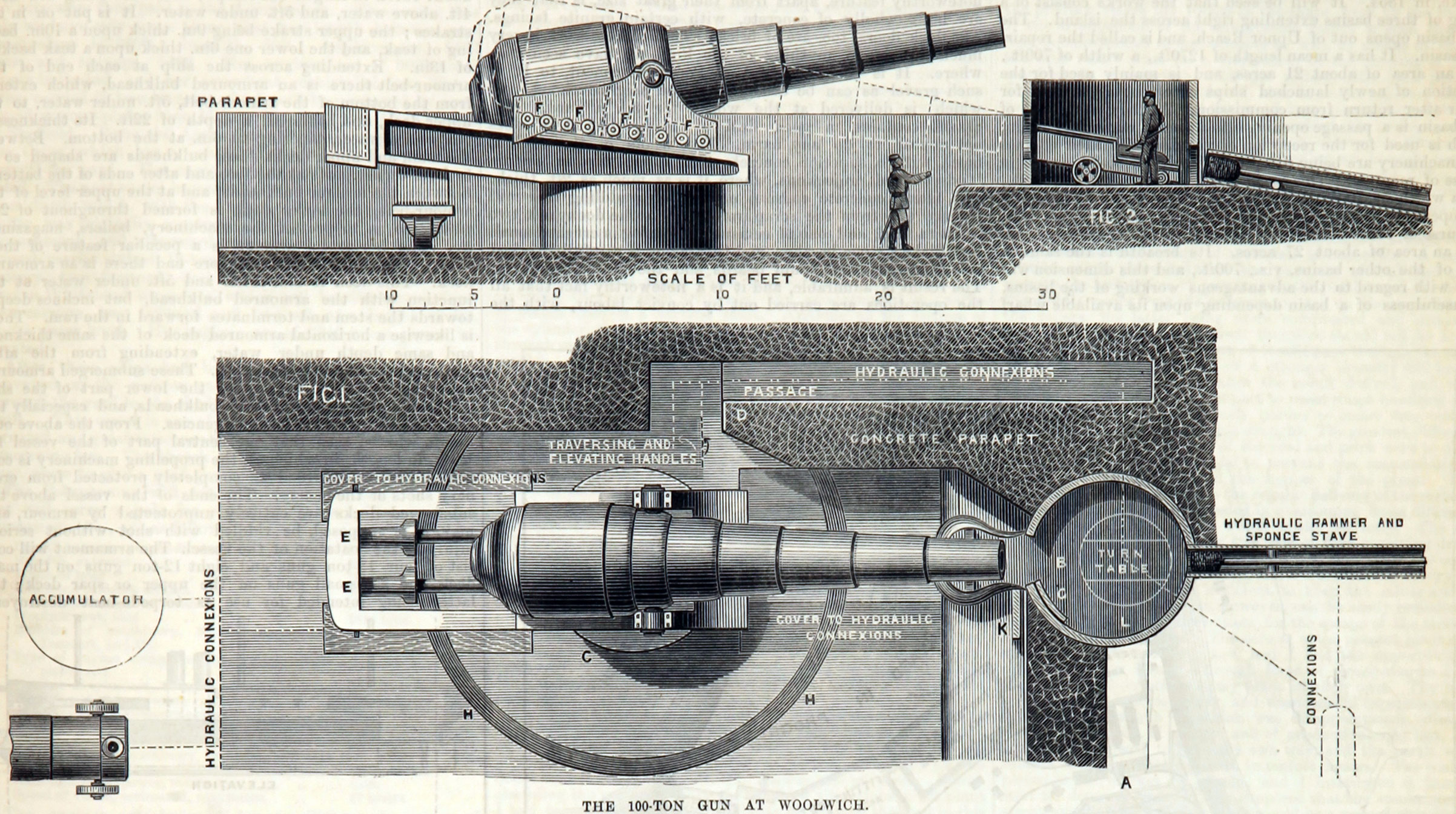
RML 17.72 inch gun
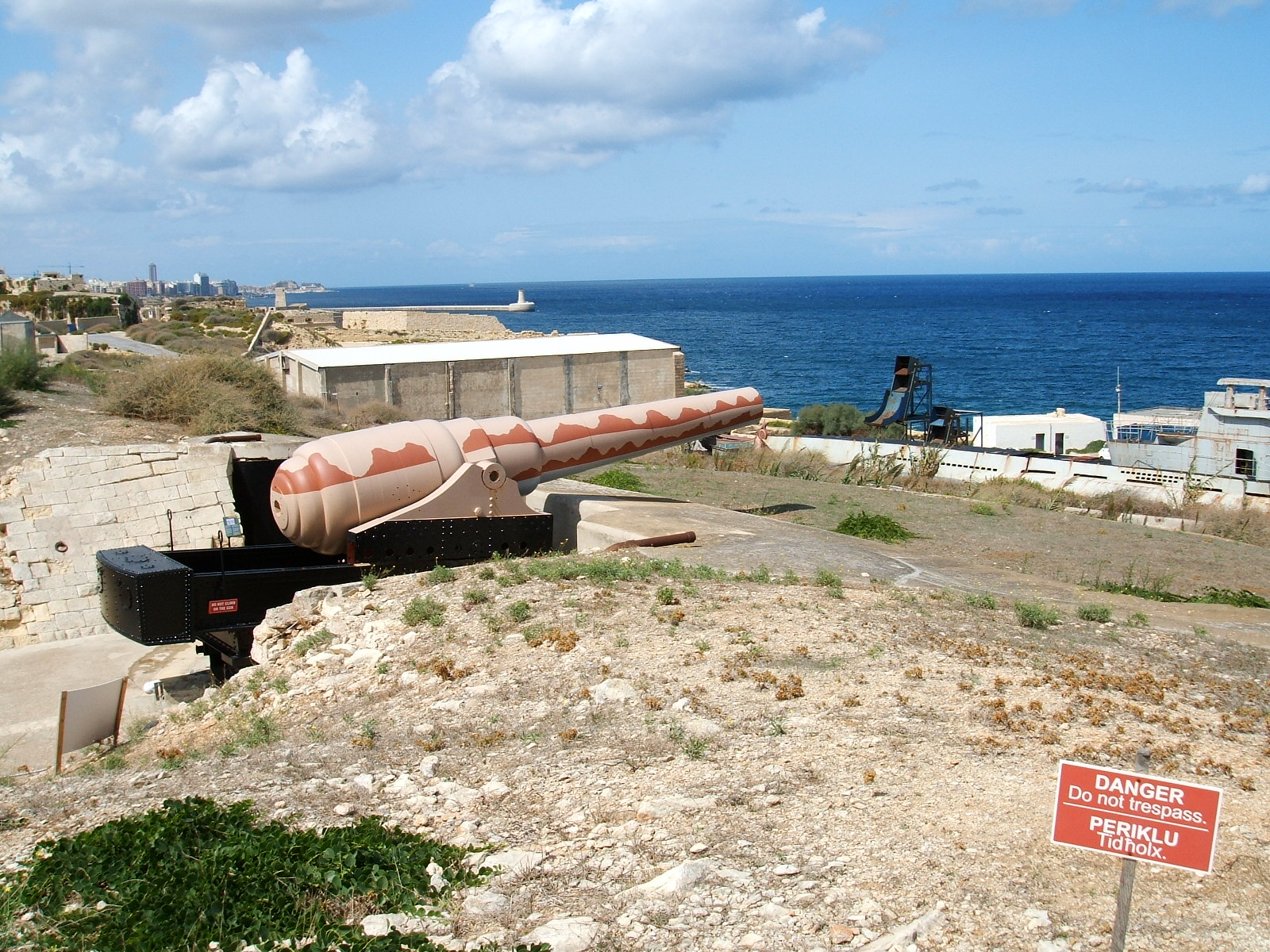
RML 17.72 inch gun, hier Rinella Battery
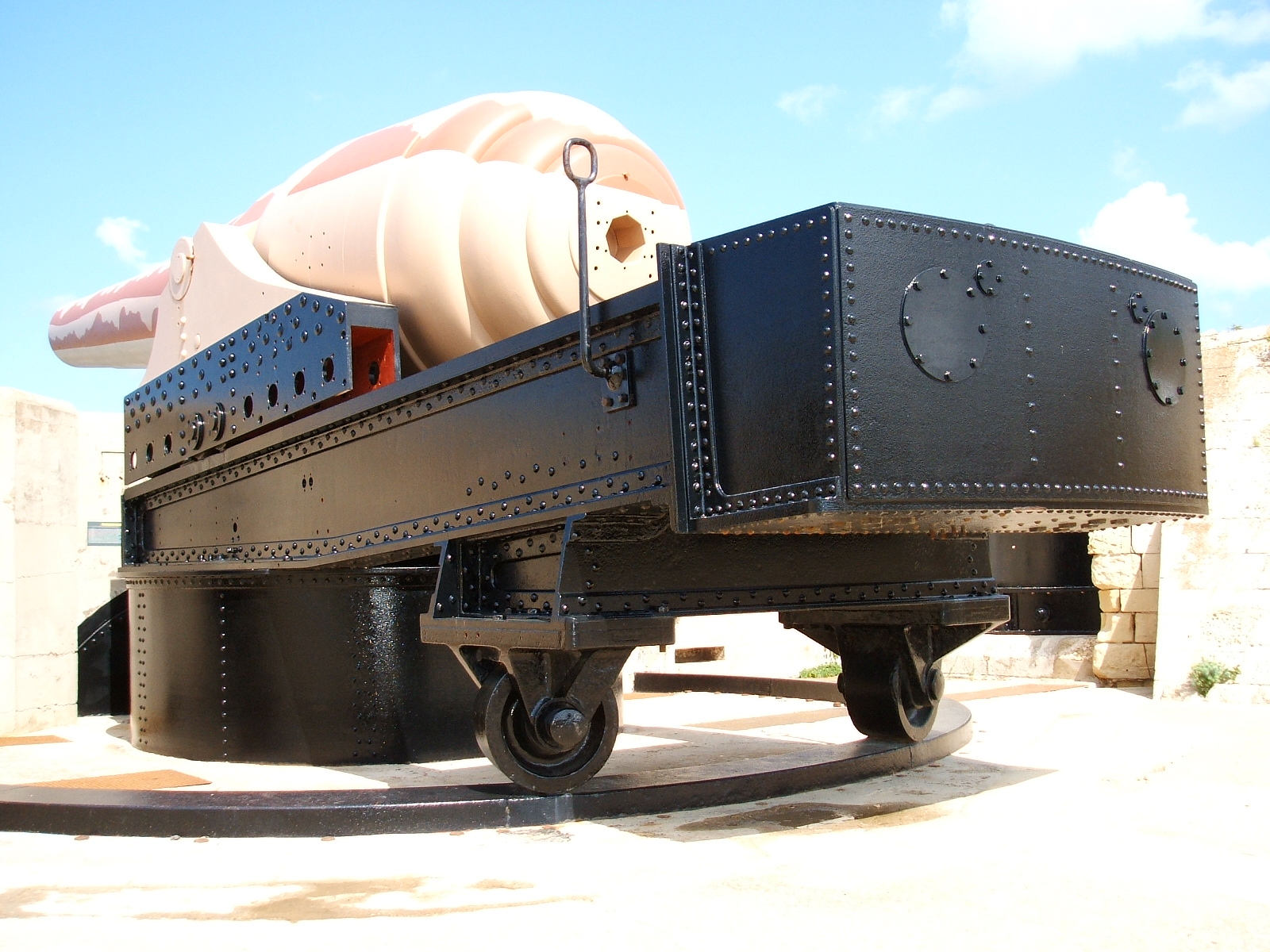
Lafettierung der Kanone, hier Rinella Battery
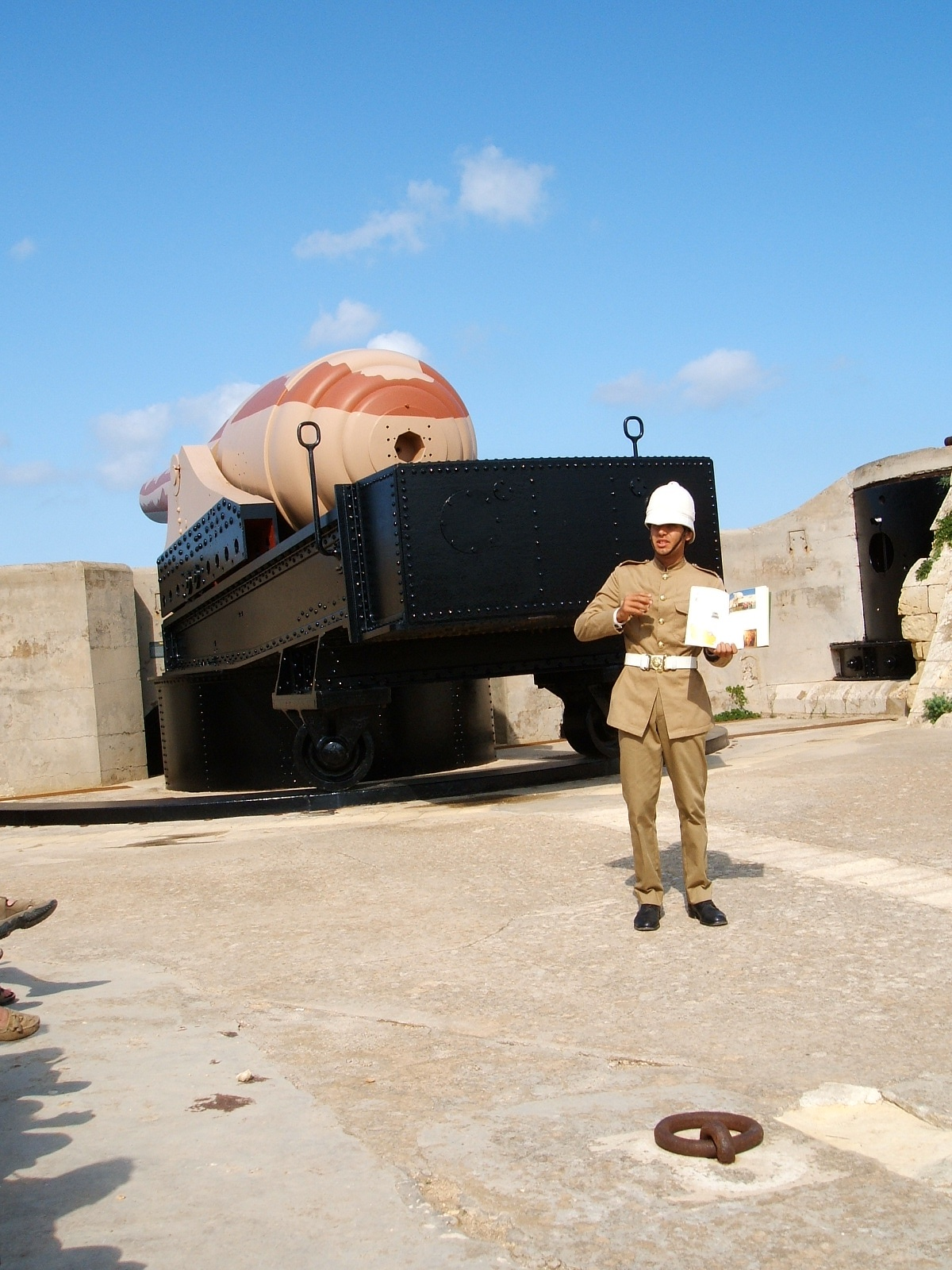
Ladeöffnung rechts neben der Kanone
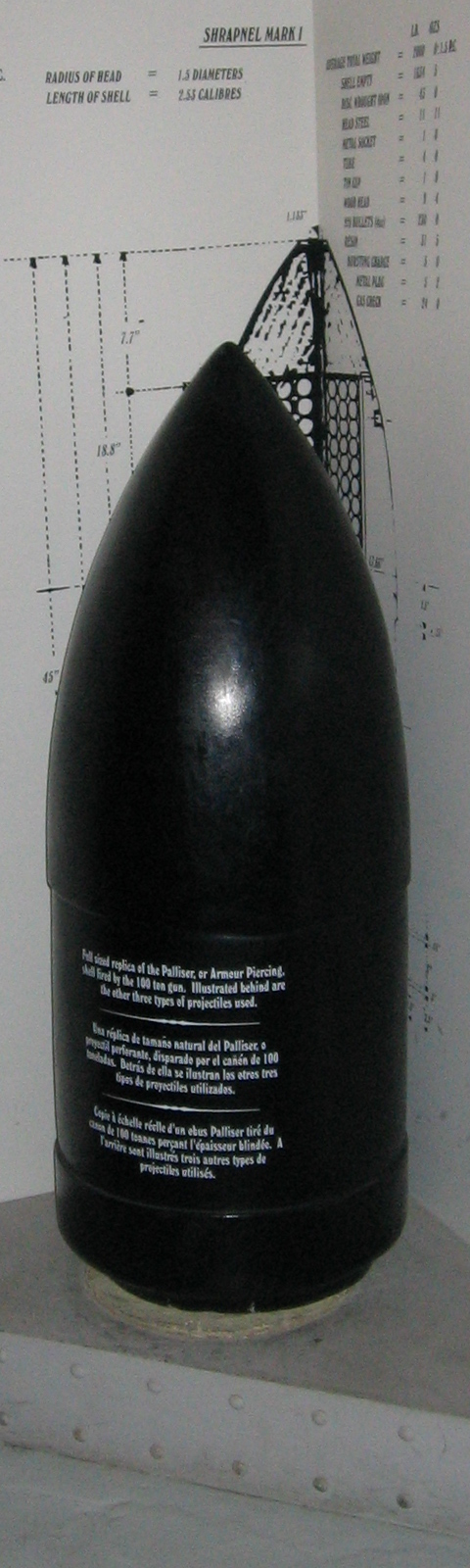
Granate Kaliber 17.72 inch

## Nutzung ab dem Zweiten Weltkrieg
Während des Zweiten Weltkrieges befanden sich keine Feuerstellungen in der Batterie.
Der Cambridge Battery und den sie umgebenden militärischen Gebäuden wird historischer und teilweise architektonischer Wert beigemessen. Neben der Verbindung zur britischen Periode leisten sie einen wesentlichen Beitrag zum Charakter, der Identität und lokalen Unverwechselbarkeit der Insel. Nach dem Ende des Zweiten Weltkrieges wurde die Batterie demilitarisiert und der zivilen Nutzung übergeben. Da sich das Bewusstsein für das militärische Erbe aus der britischen Periode der Insel erst ab der Jahrtausendwende entwickelte, wurde die Batterie wie die meisten militärischen Anlagen aus dieser Zeit unangebracht genutzt und teilweise tief in die vorhandene Bausubstanz eingegriffen. Wesentliche Teile der Batterie sind jedoch noch erhalten.
Die vorhandene Bebauungsplanung sieht einen Erhalt der Cambridge Battery und der Garden Battery und ihre Integration in die Neubebauung vor.